# Nnenna Freelon
Nnenna Freelon, född 28 juli 1954 i Cambridge i Massachusetts i USA, är en amerikansk jazzsångerska. Hon har nominerats till sex Grammy Awards .

## Album
- 1992 - Nnenna Freelon
- 1993 - Heritage
- 1994 - Listen
- 1996 - Shaking Free
- 1998 - Maiden Voyage
- 2000 - Soulcall
- 2002 - Tales of Wonder
- 2003 - Live at The Kennedy Center, Washington D.C.
- 2005 - Blueprint of a Lady
- 2008 - Better Than Anything
- 2010 - Homefree